# Кассиева дорога
Кассиева дорога (Via Cassia) — римская дорога, построенная представителями рода Кассиев.
Кассиева дорога являлась ответвлением Фламиниевой дороги, которая вела из Рима в Тоскану: в сторону Сутри (Sutrium), Витербо через Этрурию, затем в сторону Ареццо (Aretium) через провинцию Фиренцо, далее следует через провинцию Пистойя к Лукке и Пизе, где соединялась с Аврелиевой дорогой. Кассиева дорога, длиной 130 километров и шириной 3 метра, сохранила своё значение вплоть до средних веков для сообщения Рима с северной Италией. Маршрут сегодняшней дороги SR 2 повторяет маршрут Кассиевой дороги и носит то же название.